# Korotxin
Korotxin (en rus: Корочин) és un poble (un khútor) de l'óblast d'Astracan, a Rússia, segons el cens del 2010 tenia 32 habitants.